# Condado (ort i Brasilien, Pernambuco, Condado)
Condado är en ort i Brasilien.   Den ligger i kommunen Condado och delstaten Pernambuco, i den östra delen av landet, 1 700 km nordost om huvudstaden Brasília. Condado ligger 135 meter över havet och antalet invånare är 19 585.
Terrängen runt Condado är huvudsakligen platt. Condado ligger uppe på en höjd. Närmaste större samhälle är Goiana, 11,7 km öster om Condado.
Omgivningarna runt Condado är en mosaik av jordbruksmark och naturlig växtlighet. Runt Condado är det ganska tätbefolkat, med 149 invånare per kvadratkilometer.